# Acarodynerus spargovillensis
Acarodynerus spargovillensis är en stekelart som först beskrevs av Giordani Soika 1937.  Acarodynerus spargovillensis ingår i släktet Acarodynerus och familjen Eumenidae. Inga underarter finns listade i Catalogue of Life.